# Daletice
Daletice (bis 1927 slowakisch Dalečice oder Dalecice; ungarisch Deléte) ist eine Gemeinde im Osten der Slowakei mit 95 Einwohnern (Stand 31. Dezember 2024). Sie gehört zum Okres Sabinov, einem Kreis des Prešovský kraj, sowie zur traditionellen Landschaft Šariš.

## Geographie

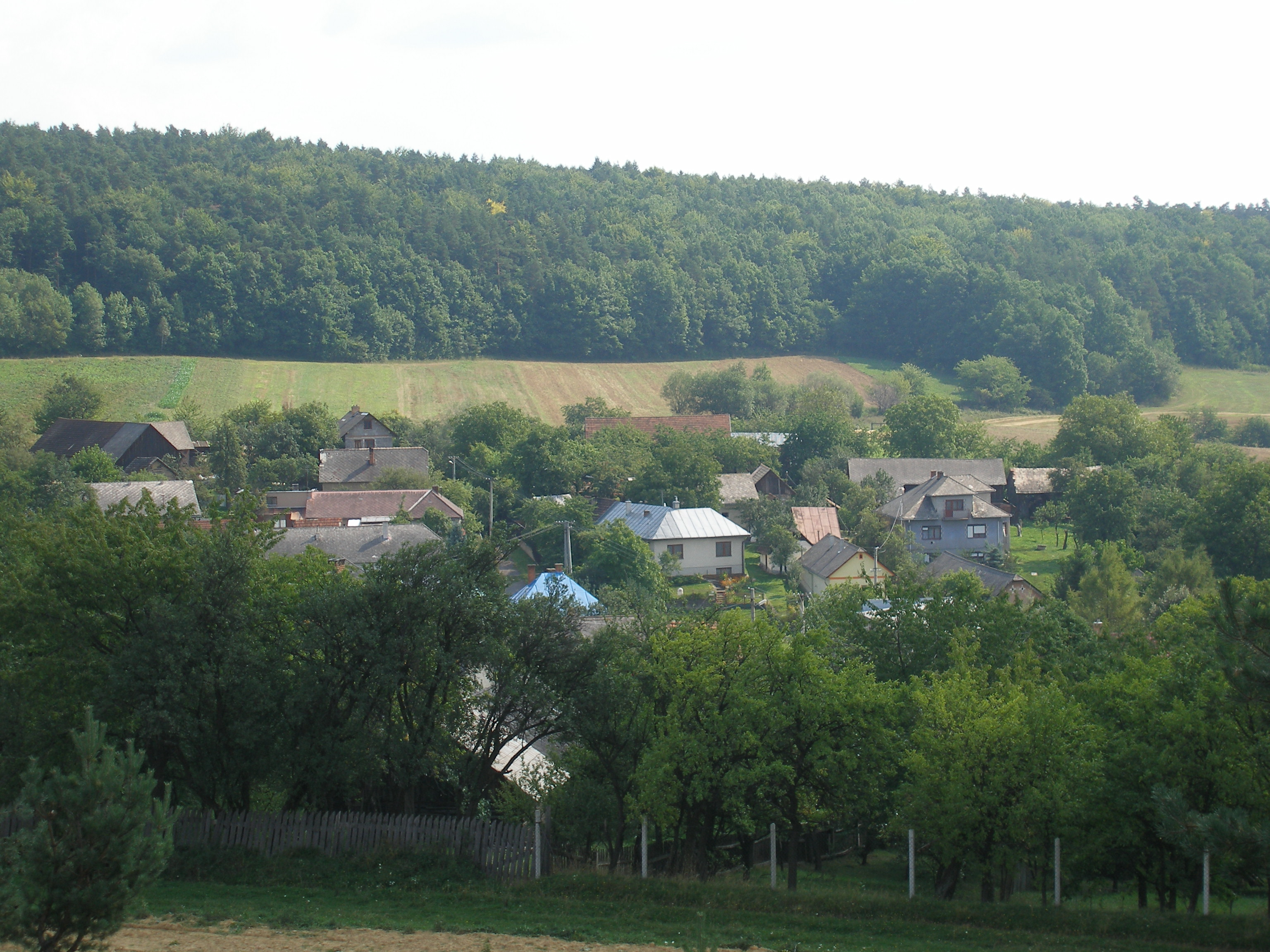
Daletice

Die Gemeinde befindet sich im Mittelteil des Berglands Šarišská vrchovina im Quellbereich des Baches Ďaletický potok im Einzugsgebiet der Veľká Svinka. Das Ortszentrum liegt auf einer Höhe von 495 m n.m. und ist neun Kilometer von Sabinov entfernt.
Nachbargemeinden sind Jarovnice im Norden, Svinia im Osten und Chminianska Nová Ves im Süden und Westen.

## Geschichte

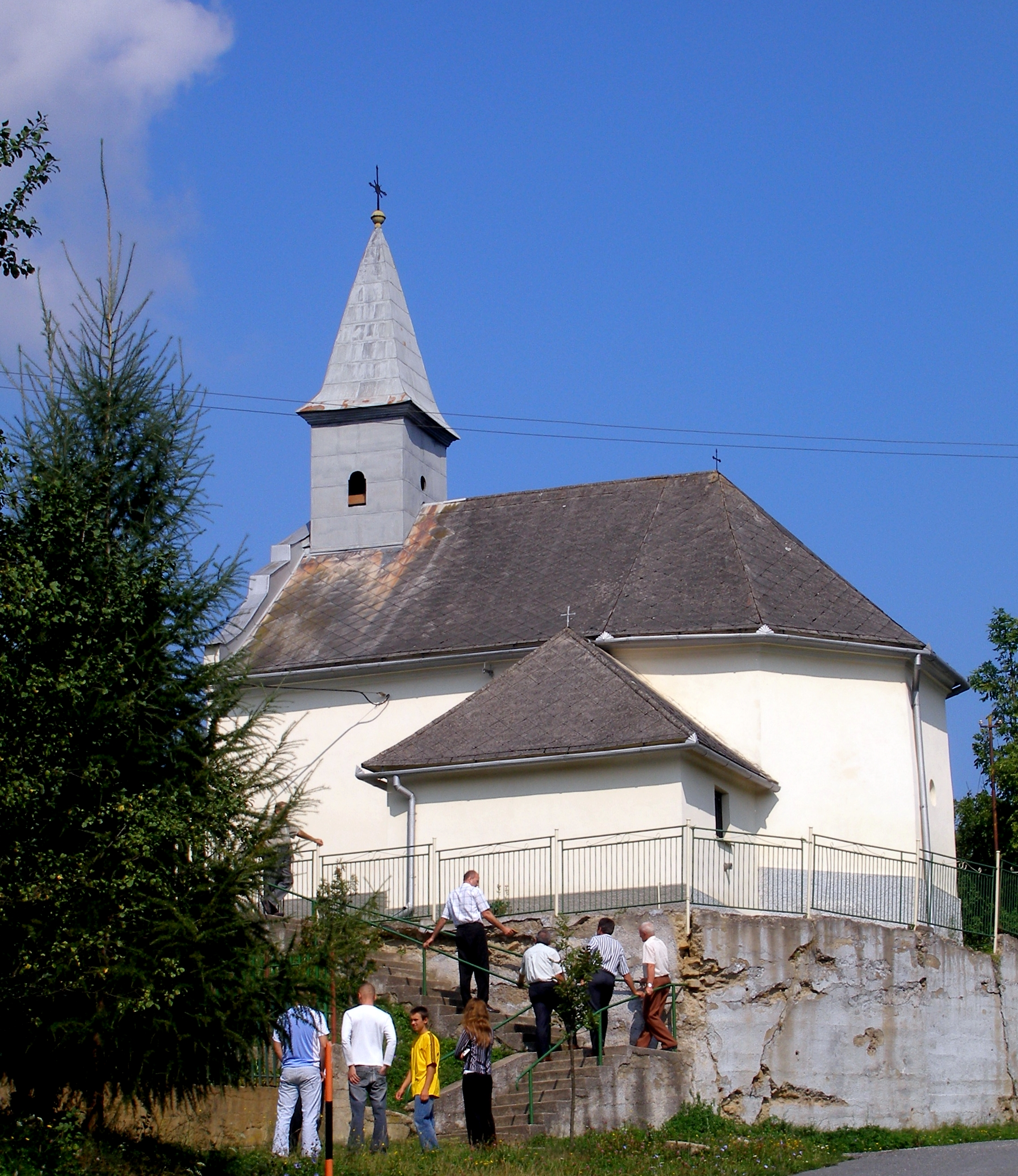
Kirche in Daletice

Daletice wurde zum ersten Mal 1320 als Deletha schriftlich erwähnt und als entwickelter Ort mit eigener Pfarrei. Es war Besitz des Geschlechts Mersey sowie des Herrschaftsgebiets von Svinia. 1427 wurden nach einem Steuerverzeichnis 22 Porta verzeichnet. Im 17. Jahrhundert war das Dorf Besitz der Geschlechter Szinyei und Mercel. 1789 hatte die Ortschaft 19 Häuser und 119 Einwohner, 1828 zählte man 17 Häuser und 123 Einwohner, die als Fuhrmänner, Landwirte und Leineweber beschäftigt waren.
Bis 1918 gehörte der im Komitat Sáros liegende Ort zum Königreich Ungarn und kam danach zur Tschechoslowakei beziehungsweise heute Slowakei. Nach dem Zweiten Weltkrieg arbeitete ein Teil der Einwohner in Industriebetrieben in Städten wie Prešov, Bardejov und Košice.

## Bevölkerung
| Jahr                | 1994 | 2004     | 2014 | 2024 |
| ------------------- | ---- | -------- | ---- | ---- |
| Anzahl der Personen | 121  | 100      | 100  | 95   |
| Unterschied         |      | −17,35 % | +0 % | −5 % |

| Jahr                | 2023 | 2024 |
| ------------------- | ---- | ---- |
| Anzahl der Personen | 95   | 95   |
| Unterschied         |      | +0 % |

Nach der Volkszählung 2011 wohnten in Daletice 99 Einwohner, davon 98 Slowaken. Ein Einwohner machte keine Angabe zur Ethnie.
72 Einwohner bekannten sich zur römisch-katholischen Kirche und 23 Einwohner zur Evangelischen Kirche A. B. Drei Einwohner waren konfessionslos und bei einem Einwohner wurde die Konfession nicht ermittelt.

## Bauwerke und Denkmäler
- römisch-katholische Peter-und-Paul-Kirche im spätklassizistischen Stil aus den Jahren 1840–41